# Forest Row
Forest Row est un village et une paroisse civile du Sussex de l'Est, en Angleterre. Il est situé dans le district de Wealden, à cinq kilomètres au sud-est de la ville d'East Grinstead. En 2011, il comptait 4 954 habitants.
Son nom est lié à la forêt d'Ashdown, toute proche.